# Antiprisma cuadrado romo
En geometría, el antiprisma cuadrado romo es uno de los sólidos de Johnson (J85).
Es uno de los sólidos de Johnson elementales que no se obtienen a partir de manipulaciones de "cortado y pegado" de sólidos platónicos y arquimedianos.
Los 92 sólidos de Johnson fueron nombrados y descritos por Norman Johnson en 1966.
Se puede ver como un antiprisma cuadrado al que se ha insertado una cadena de triángulos en la parte media. Un efecto similar, aplicado al antiprisma triangular (que es el octaedro), lo transforma en un icosaedro.